# Helenidion sciaphilum
Espèce
Synonymes
- Theridion sciaphilum Benoit, 1977

Helenidion sciaphilum est une espèce d'araignées aranéomorphes de la famille des Theridiidae.

## Distribution
Cette espèce est endémique de l'île de Sainte-Hélène.

## Description
La carapace des mâles mesure de 1,0 à 1,1 mm de long sur 0,6 mm et l'abdomen de 1,6 à 1,7 mm de long et la carapace des femelles mesure de 1,2 à 1,3 mm de long sur de 0,7 à 0,8 mm et l'abdomen de 1,6 à 2,1 mm de long.

## Systématique et taxinomie
Cette espèce a été décrite sous le protonyme Theridion sciaphilum par Benoit en 1977. Elle est placée dans le genre Helenidion par Sherwood et al. en 2024.

## Publication originale
- Benoit, 1977 : « Fam. Theridiidae. La faune terrestre de l'île de Sainte-Hélène IV. » Annales du Musée Royal de l'Afrique Centrale, Tervuren, Belgique, Série in Octavo, Sciences Zoologiques, vol. 220, p. 131-152.